# Björnflisan
Björnflisan, med signum Öl 25, är en runsten i Gårdby socken på Stora Alvaret, Öland. Den är Alvarets enda kända runsten och av namnet att döma är flisan uppkallad efter en Björn. 

## Stenen
Runstenen står i flack terräng med alvarmark. Bergarten är ljusröd kalksten och flisan är 120 cm hög, 80 cm bred och 20 cm tjock. Runristningen som är placerad mot västsydväst är starkt vittrad och bevuxen med saltlav. Runraden är placerad lodrät i stenens mitt och bär spår av röd imålning. Inskriften är inhuggen i två lodräta rader. Den ena läses nerifrån och upp och den andra uppifrån och ner. Runornas höjd är 12-13 cm.
För att hindra skador från betande djur så har man låtit inhägna flisan med ett ståltrådsstaket. Flisan befinner sig på sin ursprungliga plats, men har tidigare varit kullfallen. Den restes på nytt 1944, inhägnades 1949 och blev åter imålad 1991, vilket inte syns idag. 
Björnflisan bedöms vara mycket skadad och nedre delen saknas. Ytan där inskriften är inhuggen är glattslipad, men ojämn och fylld med sprickor och hål efter utfallna skärvor. Ett stort stycke vid översidan är avflagat så att inskriften stympats. Skadan fanns redan 1634. Den från runor översatta inskriften följer nedan:

## Inskriften
Nusvenska: "Jörund uppreste stenen efter sin broder." 

## Bilder

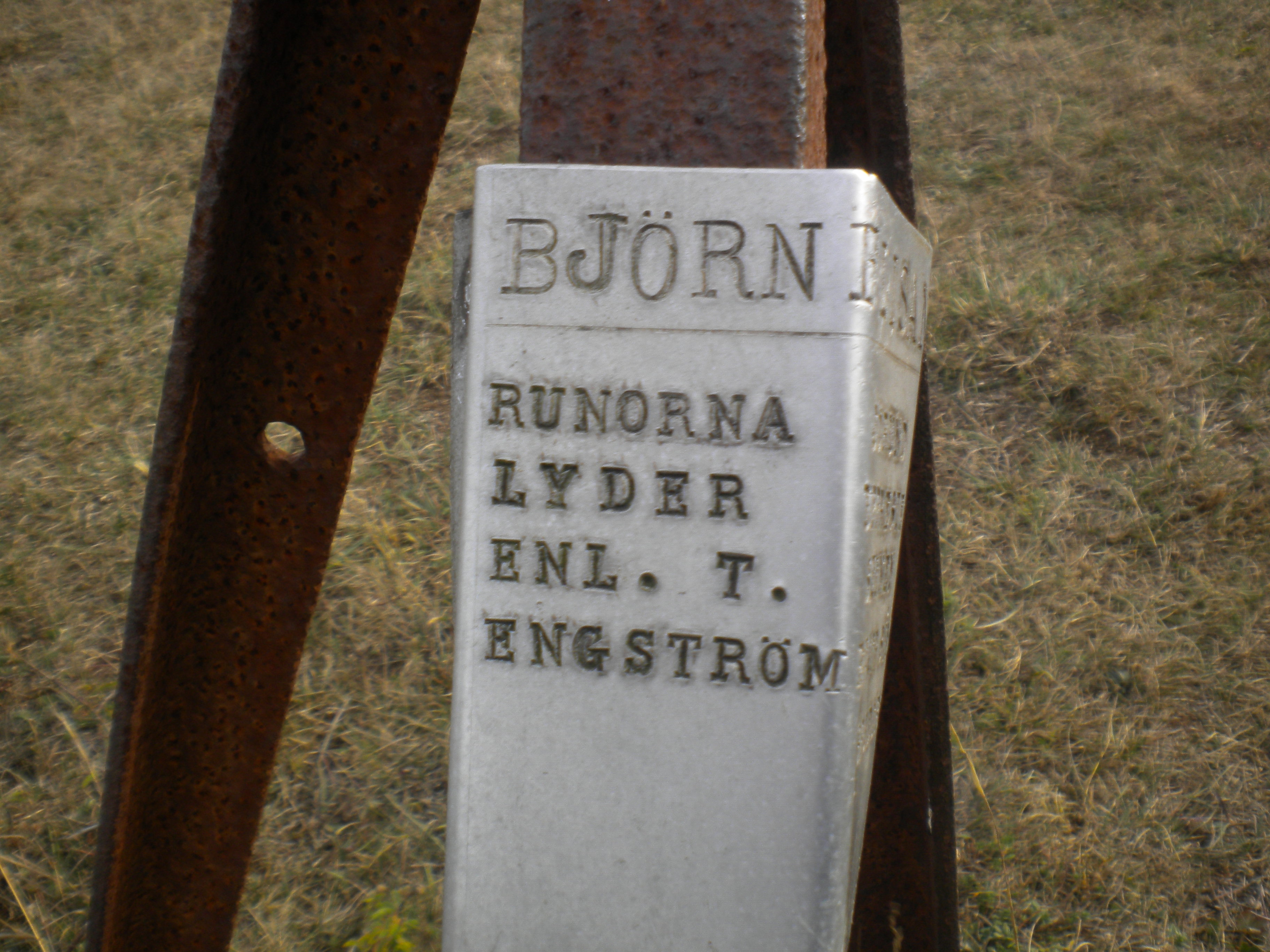
Björnflisan info-skylt del1
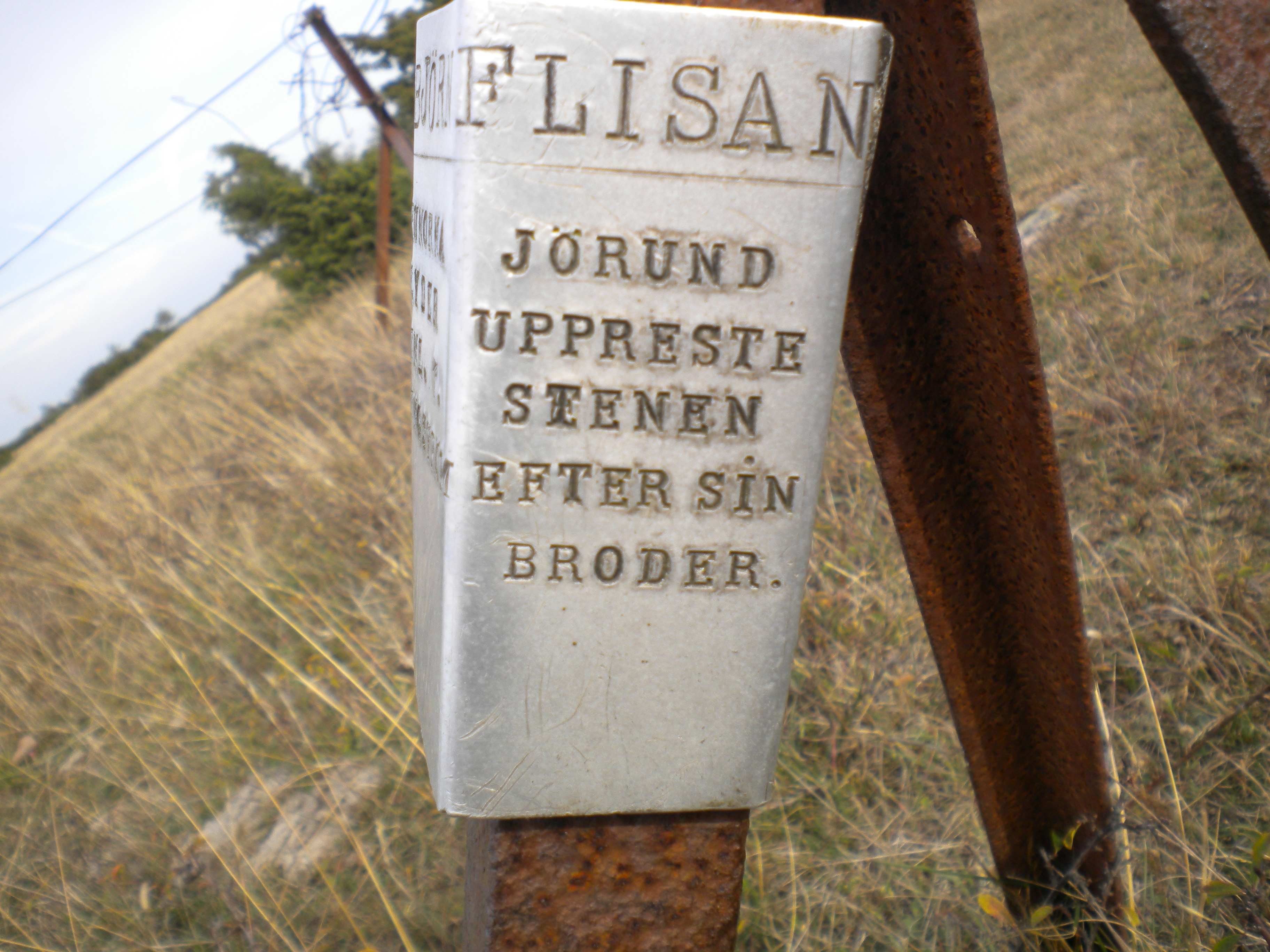
Björnflisan info-skylt del2
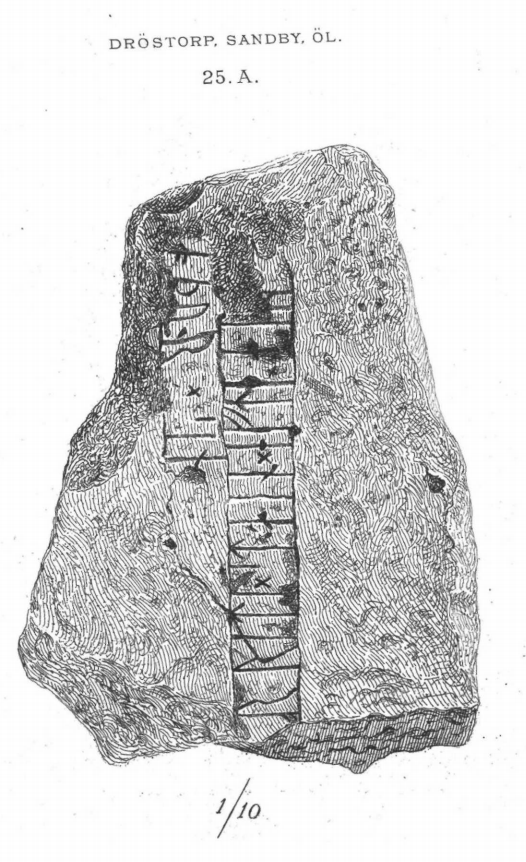
Avbildad i Sveriges runinskrifter
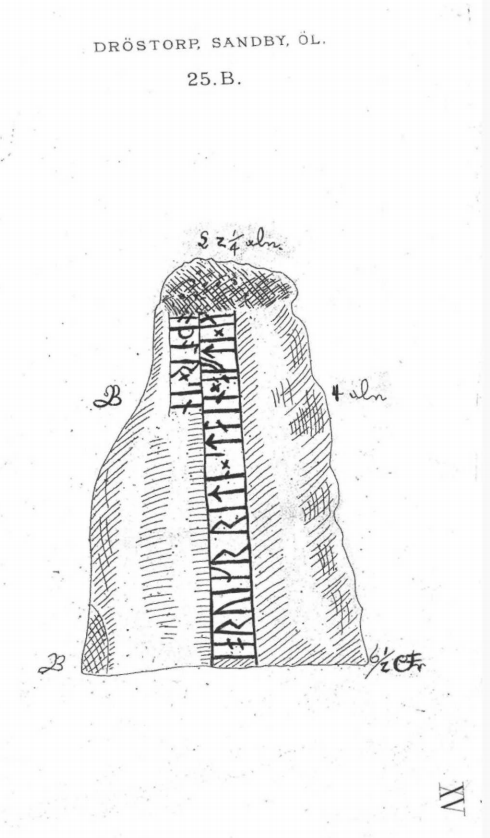
Avbildad i Sveriges runinskrifter

## Publikationer
- Söderberg, S, 1900-06, Ölands runinskrifter, Öl 25, s. 78 ff.
- Nr 61 vid 1941 års inv. A Ahlqvist1825: Ölands historia och beskrivningar.

### Fotnoter
1. ↑  RAÄ-nummer: 74:1
2. ↑  Info-skylt vid stenen.